# Kerche
Kerche (persky کرخه‎) je řeka v Íránu (Chúzistán). Je dlouhá 870 km. Povodí má rozlohu 50 000 km².

## Průběh toku
Pramení v horském hřbetu Zagros. Na horním a středním toku protéká převážně po dnech hlubokých úžlabin nebo v kaňonech. Na dolním toku protéká Chúzistánskou nížinou, kde se rozděluje na ramena a ztrácí se v bažinách al-Chaviza. V období vysokých vodních stavů dotéká do řeky Tigris několika rameny, z nichž jedno ústí až do řeky Šatt al-Arab těsně pod soutokem Tigridu s Eufratem velmi blízko hranice s Irákem.

## Vodní režim
Vysoký vodní stav má na jaře v době tání sněhu na horách, v létě pak ještě dochází k dočasným zvýšením hladiny díky dešťům a na podzim a v zimě hladina klesá. Průměrný roční průtok vody na dolním toku činí 220 m³/s.

## Využití
Voda z povodí řeky se široce využívá na zavlažování (1000 km²).